# Vâlcelele (okręg Vrancea)
Vâlcelele – wieś w Rumunii, w okręgu Vrancea, w gminie Corbița. W 2011 roku liczyła 23
mieszkańców